# 알코올 의존증

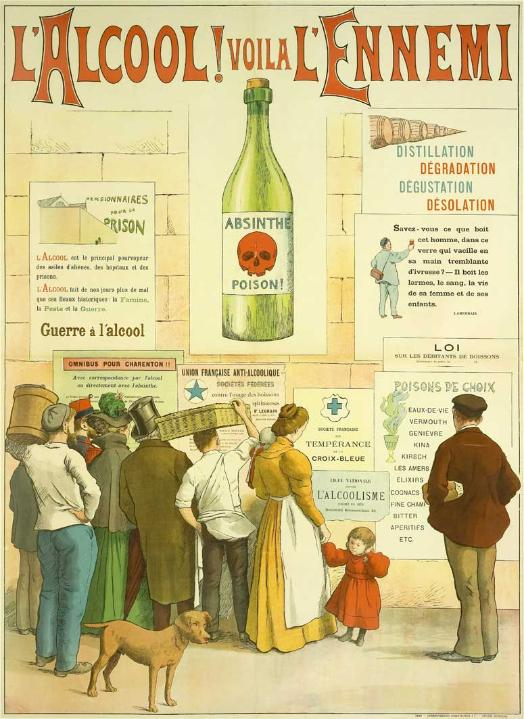
알콜 의존증 경고 포스터, 1910년 프랑스

알코올 의존증(alcoholism)은 정신 질환으로 술과 같은 알코올 음료에 의존증이 있어 정상적인 사회 생활에 어려움이 있는 상태를 말한다. 알콜 의존증은 의학적으로 매우 심각한 질병으로 취급된다. 흔히 알코올 중독이라고도 불렸다. 알코올 의존증 상태가 심각한 경우에는 알코올 중독인(별명 : 술쟁이)"라고 한다. ICD-11에는 알코올 의존증(alcohol dependence)으로 분류가 되어 있다.

## 원인
알코올 의존증은 생리학적 원인과 심리학적 원인에 의해 심화된다. 체내의 알코올 대사 과정에서 발생하는 테트라하이드로 이소퀴놀란스는 모르핀과 비슷한 구조를 갖는 물질로 동물 실험에서 알코올 기호를 높이는 것이 확인됐다. 이 물질로 인해 알코올 의존증 환자는 술을 끊을 경우 오한, 구토, 무력감 등의 금단 증상을 겪는다. 또한 알코올 의존증은 심리적 원인에도 많은 영향을 받는데, 가족의 사랑을 받지 못해 의존적인 성향을 보이는 사람들이 보다 알코올 의존증에 취약하다.
신체적 원인은, 1950년대 초반에 캘리포니아 공과대학 연구소의 연구 결과를 통한 인체의 뇌에 쾌락 중추 연구 결과 따르면, 신경해부학적로 볼때 알코올이 오피 오이드(아편이라는 물질 과 화학성분이 유사)라는 물질이 분비를 촉진하여, 알코올에 의해서 자극을 통해서, 지속적인 쾌감을 느끼려는 욕구에 의해서 술에 대한 중독이 심화 된다는 것이다.
유전적으로 부모가 알코올 의존상태일때는 그 자녀는 4배 이상 알코올 의존증환자가되며, 심리적으로는 현실에 대한 불안이나 억압 또는 부정적인것을 잊어버리기 위한 보상을 받으려는 욕구로 알코올을 섭취한다.
알코올 의존의 원인이 되는 알코올 남용과 알코올 의존의 경우에는 다음과 같이 나누어진다.
- ‘알코올남용’의 경우 알코올에 대한 의존이 심한 것으로 반복적 음주로 직장 및 가정에서 역할을 다하지 못하거나, 신체적으로 건강등에 위험한 상황에서 반복적으로 음주한다.
- ‘알코올의존’은 예전만큼 음주해서는 알코올의 효과가 감소되어 음주량이 더 많아 지는것 및 술을 줄이거나 끊었을 때 나타나는 불안, 불면,  설사, 환청, 환시, 간질발작과 같은 증상등이 나타나는데 이런 증상을 없애기 위해 술을 또 마시는것등이다.

## 진단
알코올 사용을 남용하는 경우는 신체적, 사회적, 도덕적으로 해를 끼칠 수 있다.  미국의 알코올 남용과 알코올 중독에 관한 연구소(NIAAA)에 의하면, 폭음(binge drinking)을 혈중 알코올 농도 0.08로 보며, 대부분의 성인의 경우 남자는 5병, 여성은 4병을 2시간 동안 마시는 것을 말한다.  또한, 남성의 경우 주당 14병 또는 하루에 4병을 마시는 경우 알코올 중독의 위험에 있다고 말한다.  여기서 한 병이란 맥주 12 온스, 와인 5온스, 위스키 1.5 온스에 해당한다.  

## 역학
대한민국 통계청은 1995년 대한민국의 성인 남성 중 83.0%, 성인 여성 중 44.6%가 술을 마신다고 집계하였다. 이 중 알코올 남용 유병율은 남성 23.7%, 여성 1.3%였으며, 알코올 의존은 각각 19.2%, 0.9%였다.

## 약리 작용
섭취한 알코올은 위에서 약 25%, 장에서 75%가 흡수된다. 섭취한 알콜은 간에서 90 - 98% 대사되며 나머지는 소변, 땀 등으로 배출된다. 간에서 일어나는 알코올 대사는 대부분 알코올 탈수소효소에 의해 아세트알데히드로 산화되고, 일부분은 미토콘드리아에서 MEOS(microsnal ethanol-oxidizing system)에 의해 산화 된다. 후자의 경우 다른 약물 대사에도 영향을 준다. 아시아인의 50% 정도는 알코올 탈수소효소가 변이되어 있어 술을 마신 후 짧은 시간 내에 혈중 아세트알데히드 수치가 올라 알코올 홍조를 보인다. 장기간 알코올을 섭취할 경우 아세트알데히드가 다시 산화하여 초산이 된다. 알코올 1g이 완전히 산화할 경우 7.1Kcal의 열량이 발생한다.

## 건강 문제

### 뇌 활동
소량의 알콜은 대뇌의 혈류를 촉진하지만 과음할 경우 대뇌 혈관을 수축시켜 전반적인 뇌 활동을 떨어뜨린다. 만성적인 알콜 남용은 티아민을 감소시키고 코르사코프 증후군과 같은 기억력 장애의 원인이 된다.

### 영향
알코올은 여러 가지 신체 대사에 영향을 주어 건강 문제를 유발할 수 있다.
- 당질: 알코올은 당질 대사에 영향을 미쳐 저혈당증을 유발할 수 있으며, 이 경우 뇌에 치명적인 악영향을 줄 수 있다.[8]
- 지질: 알코올은 체내에 중성지방이 축적되도록 영향을 주며 혈중 중성지방량은 상당기간 금주하여도 쉽게 떨어지지 않는다.[8]
- 단백질: 알코올은 작은 창자의 아미노산 흡수를 방해하며 그 결과 간의 손상이 유발된다.[8]
- 비타민: 알코올 의존증 환자는 엽산, 비타민 B6, 티아민 등 비타민 결핍이 나타난다. 특히 장기간의 알코올 남용은 티아민 결핍을 초래한다.[9]

알코올에 의한 영양 결핍은 위장관 변화, 간 기능 저하, 고혈압, 생식 기능 저하, 면역력 저하, 코르사코프 증후군 등을 유발한다.

## 치료
검사 및 진단을 통한후에 치료 방법은 신경과적 치료, 정신과적 치료, 약물 및 입원 그리고 생활습관을 개선 하는 방법등을 통한 치료가 있다.
- 알코올을 치료목적으로 음주 충동 억제를 위한 중추 신경 해독제인 날트렉손이나 아캄프로세이트 등을 사용한다.  알코올 섭취를 완전 중지할때는 금단 현상이 나올수 있기에 중자실을 갖춘 종합병원을 찾는 것이 권장된다.
 술 중단 후 72 시간이 가장 위험한데, 금단 증상이란 것이 나타나기 때문이다.  금단 현상 중에는 손떨림, 정신적혼란감, 구토, 어지럼증, 두통, 신체 통증은 물론, 혈압의 이상한 변동, 맥박이상한 변동, 그러다가, 전신이 떨리며, 헛것이 보일수 있다.  결국, 알코올성 간질(경련성질환)이 나타나는데, 그 뒤의 상태는 심장마비로 인한 사망으로 이어질수 있다. 의료시설이 아닌 곳에서 알코올의존 환자가 금단(술의중단) 시도했을 때에, 미국 통계로는 사망율이 약 25%이다.[11]

알코올 의존증을 치료하려면 금주해야 한다. 금주 후 약 1주일간 금단 증상이 나타나는데 3 - 4일간 손 발 떨림이 나타나고 깊은 잠에 빠지기도 한다. 금주는 가장 간단한 치료법이지만 본인의 의지와 주변 사람의 도움이 필요하다.
- 알코올 의존이 심화되어 알코올 중독이 되면 치료 약품은,1 대사 차단제 (Disulfiram) 및 2. 음주 욕구를 줄여주는 날트렉손(Naltrexone), 아캄프로세이트(Acamprosate) 그리고 2. 불안 증상에 대한 항 불안제 (수면 유도) 등이 있다.[13]

알코올 중독 및 의존 환자의 자조 모임으로 알아넌 모임 및 익명의 알코올 중독자들이라는 모임이 있다
1960년대와 1970년대의 6 가지 연구에 대한 회고 적 분석에 따르면 LSD 보조 정신 요법은 알코올 중독 치료를위한 치료법으로서의 잠재력이있다.

## 익명의 알코올의존자들
익명의 알코올의존자들은 AA(A.A.) 라고한다. 알코올의존은 현대의학으로는 완전히 나을 수 없는 만성적인 불치의 병이다. 따라서, 입원치료가 끝났고, 통원치료를 하거나, 외출이나 교통수단 이용이 가능하다면 다른 정신과적 치료와 병행하여. 12단계 영성프로그램을 기반으로 하는 익명의 알코올의존자들의 모임인 AA모임에 정기적으로 참석하는 것이 권고 된다.

## 같이 보기
- 성인아이